# Céline Duhamel
Céline Duhamel est une actrice française.

## Biographie
Elle est élève au lycée Molière (Paris) vers 1970
On l'a vu au cinéma dans Les Émotifs anonymes et Opération 118 318, sévices clients, au petit écran dans des séries et téléfilms comme La saison des immortelles, Victoire Bonnot, Scènes de ménages, RIS, Préjudices, Une femme d'honneur... dans le spot Contre le Viol Conjugal (grand prix stratégie de la communication d'entreprise 2011) dont elle fait également la signature vocale. Au théâtre, elle joue, entre autres, dans Le Roi Soleil (où elle interprète les rôles d'Anne d'Autriche et de La Voisin), et dans le chef-d'œuvre de Choderlos de Laclos Les Liaisons dangereuses ou la fin d'un monde, elle est Madame de Rosemonde. Céline Duhamel est aussi auteure et adaptatrice entre autres du livre Rembrandt Kabbaliste (un manuscrit de Rembrandt) traduit par Raoûl Mougues. Elle est Stella dans Le manuscrit de Rembrandt. À la Table des Mots, une comédie gourmande est régulièrement programmée et Femina Liber produit à l'occasion des journées internationales de la Femme. On entend régulièrement sa voix dans des doublages de films, documentaires, messages caritatifs, publicités, jeux vidéo.

## Filmographie

### Cinéma
- 1980 : La Banquière, de Francis Girod (non créditée) : La cliente recevant un chapeau
- 1986 : On a volé Charlie Spencer !, de Francis Huster
- 1993 : Une journée chez ma mère, de Dominique Cheminal : La doublure de Charlotte et Cathy
- 1996 : Moi j'aime Albert de Frédéric Chenu court métrage (26 min)
- 2010 : Opération 118 318, sévices clients, de Julien Baillargeon : Christiane - Superviseuse
- 2010 : Les émotifs anonymes, de Jean-Pierre Améris : Mimi, une émotive anonyme

### Télévision
- Les Brigades du tigre, de Victor Vicas
- Marie Pervenche, réalisé par Claude Boissol
- Maigret, réalisé par Denis de La Patelière
- The Gang Film, réalisé par Audrey Schebat
- Sous le soleil, réalisé par Sylvie Haim
- 2000 : Une femme d'honneur, réalisé par Dominique Tabuteau : (Hélène Garnier)
- Navarro, réalisé par Patrick Jamain
- Garde à vue, réalisé par C.M. Rome
- Boulevard du Palais, réalisé par Benoît d'Aubert
- Avocats et Associés, dréalisé par Patrice Martineau
- Mort d'un juge, réalisé par Vincenzo Marano
- Préjudices, réalisé par Frédéric Berthe
- 2008 : Charlotte Corday de Henri Helman
- RIS, réalisé par François Guérin
- Psycho, réalisé par Éric Summer
- Reporters, réalisé par Gilles Bannier
- La saison des immortelles, réalisé par Henri Helman
- Scènes de ménages, réalisé par Francis Duquet
- 2011 : Victoire Bonnot, réalisé par Phippe Dajoux : (Mère Antoine dans Les masques tombent)
- Very Bad Blagues, réalisé par Jonathan Barré
- 2021 : Le Remplaçant : Fabienne, la professeur documentaliste

### Publicité
- 2010 : CHARAL, SPOT TV RADIO Signature', (prix d'interprétation)
- 2011 : Campagne Contre le viol conjugal, Agence New BBDO, (Campagne primée à Grand Prix Stratégies corporate en 2011)

## Théâtre

### Comédienne
- 2005 - 2006 - 2007 : Le Roi Soleil, comédie musicale, mise en scène et chorégraphie Kamel Ouali, Palais des sports de Paris
- 2008 : Le Banc, Alain Didier Weill
- 2011 - 2012 : Les Liaisons dangereuses ou la fin d'un monde de Choderlos de Laclos, mise en scène Patrick Courtois, Théâtre du Petit-Saint-Martin, Théâtre Essaïon
- 2014 : Le Manuscrit de Rembrandt, adaptation de Céline Duhamel du livre Rembrandt Kabbaliste, mise en scène Patrick Courtois, Théâtre Essaïon
- 2015 : Les Luminescences d'Avignon
- 2021 : Les Voyageurs du crime, mise en scène par Jean-Laurent Silvi, Lucernaire
- Femina liber, lecture spectacle, Compagnie Allegria
- À la table des mots, lecture spectacle, Compagnie Allegria
- Larmes sœurs de Mary Cassatt, Compagnie Allegria
- Lysistrata's Project (Aristophane), Natacha Geritssen
- Le Prince et le diamant des ténèbres, Antoine Chalard
- Demande de grâce, Natacha Gerritsen
- Femmes et maîtresses ne font pas bon ménage, Antoine Chalard
- Au commencement j'avais une mère, Annick Dufresne
- La vengeance de Demonia, Antoine Chalard
- Le Guitry illustré, Fréderique Cagnache
- La Mer des Sargasses, Brunno Affret
- La Voyante, Jean-Daniel Verhaergh
- Liszt, Chopin et leurs muses, Brunno Affret
- Georges Dandin, Bertrand Rivoalen
- Guillaume Tell (Opéra Rock), Yves Feller-Ducack
- Le Grabat, Anna Novak
- La Esmeralda, Bertrand Rivoalen
- Logomachie, Céline Duhamel
- Chats et Souris, Pascale Courtin
- Arlequin et ses copains, Céline Duhamel

#### Adaptation et mise en scène
- 2011 : Femina liber
- Le Testament de Rembrandt
- Larmes sœurs de Mary Cassatt
- 2011 : À la table des mots

## Doublage

### Cinéma

#### Films
- Jessica Chaffin (en) dans :
  - Spy (2015) : l'hôtesse du casino
  - Desperados (2020) : Debbie
- Isabella Rossellini dans :
  - Two Lovers (2008) : Ruth Kraditor
  - Joy (2015) : Trudy
- 2002 : Star Wars, épisode II : L'Attaque des clones : Zam Wesell (Leeanna Walsman)
- 2017 : Speech & Debate : Joan (Wendi McLendon-Covey)
- 2020 : Limbo : Helga (Sidse Babett Knudsen)
- 2022 : Top Gun: Maverick : Sarah Kazansky (Jean Louisa Kelly)

#### Films d'animation
- 2008 : Barbie et la magie de Noël : Esprit des Noëls futurs
- 2009 : One Piece: Strong World : Villageoise
- 2020 : Mortal Kombat Legends: Scorpion's Revenge : Sonya Blade
- 2021 : Mortal Kombat Legends: Battle of the Realms : Sonya Blade

### Télévision

#### Téléfilms
- Karen Strassman dans 
  - My Husband the Narcissist (2022) : la mairesse
  - Le jeu fatal de mon amant (2023) : Jackie

- 2013 : Ma sœur, mon pire cauchemar : Jane Ryder (Kelly Rutherford)
- 2014 : Lizzie Borden a-t-elle tué ses parents ? : Abby Durfee Borden (Sara Botsford)
- 2022 : Meurtre en talons aiguilles : Claudia (Maeve Quinlan)
- 2022 : Sur les traces de ma sœur : Emma Caldwell (Laura Poe)
- 2023 : Un souhait magique pour Noël : Maria (Paula Boudreau)

#### Séries télévisées
- Kelly Rutherford dans :
  - Melrose Place (1996-1999) : Megan Lewis (90 épisodes)
  - Agence Matrix (2003-2004) : Frankie Ellroy-Kilmer (16 épisodes)
  - Gossip Girl (2007-2012) : Lily Van Der Woodsen (121 épisodes)
  - Pretty Little Liars: The Perfectionists (2019) : Claire Hotchkiss (10 épisodes)
- Maeve Quinlan dans :
  - Amour, Gloire et Beauté (1995-2006) : Megan Conley (346 épisodes)
  - South of Nowhere (2005-2008) : Paula Carlin (42 épisodes)
  - 90210 Beverly Hills : Nouvelle Génération (2008-2011) : Constance Tate-Duncan (9 épisodes)
- Amy Pietz dans :
  - Burn Notice (2008) : Jeannie Anderson (saison 2, épisode 8)
  - The Magicians (2016) : Susie (saison 1, épisodes 6 et 11)
- Dans Les Feux de l'Amour :
  - 2002-2006 : Marissa Barton (Marissa Arena)
  - 2023 : Dr Lena Cavett (Dana Sparks)
- 2004 : Urgences : Dahlia Taslitz (Jessica Chastain)
- 2008-2010 : Le Rêve de Diana : Nadja Roschinski (Regine Seidler puis Birgit Würz)
- 2015 : Conscience Morale : Victoria Velazquez (Alison Araya) (mini-série)
- 2017 : Star : Gladys Knight (Gladys Knight) (saison 1, épisodes 4 et 7)
- 2021 : The Beast Must Die (en) : Joy (Geraldine James)
- 2025 : Sirens : Patrice (Lauren Weedman) (mini-série)

#### Séries d'animation
- 2012 : One Piece : Aunt

### Jeux vidéo
- 2009 : Dragon Age: Origins : Dame-Sylve
- 2010 : Mass Effect 2 : Samara
- 2010 : Halo: Reach : Catherine Halsey
- 2011 : The Witcher 2: Assassins of Kings : Philippa Eilhart
- 2011 : Dragon Age 2 : Aveline
- 2012 : Mass Effect 3 : Samara et Kahlee Sanders
- 2012 : Diablo 3 : Adria
- 2012 : Halo 4 : Catherine Halsey
- 2014 : Watch Dogs : voix additionnelles
- 2015 : The Witcher 3: Wild Hunt : Philippa Eilhart
- 2016 : Final Fantasy XV : Camelia Claustra
- 2017 : Destiny 2 : Ikora Rey
- 2021 : It Takes Two : voix additionnelles
- 2022 : Marvel's Midnight Suns : Agatha
- 2024 : Unknown 9: Awakening : ?

## Spectacle
- La Nuit aux Invalides : Spectacle en 3D de Bruno Seillier avec André Dussollier et Jean Piat

## Radio
Plusieurs dramatiques pour France Culture.